# Immacolata Glosemeyer

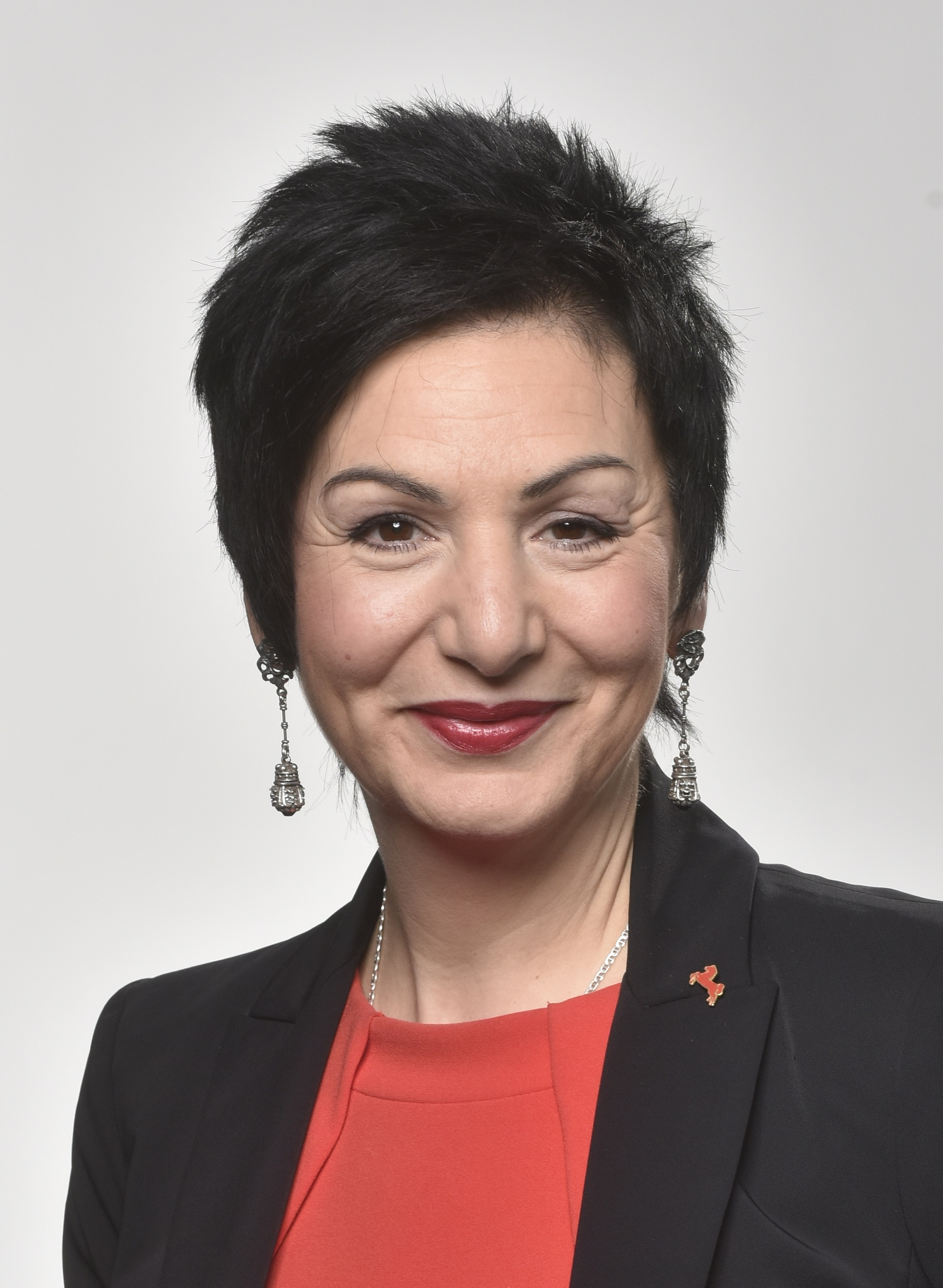
Immacolata Glosemeyer (2017)

Immacolata Glosemeyer (* 1. September 1965 in Acri, Italien als Immacolata Caravetta) ist eine deutsche Politikerin (SPD). Seit Februar 2013 ist sie Mitglied des Niedersächsischen Landtages.

## Biografie
Immacolata Caravetta kam mit ihren Eltern 1966 nach Deutschland, die als Gastarbeiter kamen. Sie wuchs in der Wolfsburger Nordstadt auf, wo sie bis heute wohnt. Nach dem Realschulabschluss absolvierte sie eine Ausbildung zur Einzelhandelskauffrau. Bei der Hochzeit im Jahr 1987 nahm sie den Familiennamen ihres Ehemannes an. 1991 wurde ihr Sohn geboren. Seit 1994 engagiert sie sich, zunächst ehrenamtlich, für die Kinderbetreuung durch Tagesmütter und war Gründungsmitglied des Wolfsburger Tagesmüttervereins. Seit 2007 ist der Tagesmütterverein als Familienservice Wolfsburg bei der Stadt Wolfsburg angesiedelt.

## Politik

### Partei
Immacolata Glosemeyer gehört seit dem Jahr 1990 der SPD an und vertritt ihre Partei seit 2011 im Rat der Stadt Wolfsburg. Im selben Jahr errang Glosemeyer auch ein Mandat im Ortsrat der Wolfsburger Ortschaft Nordstadt, welches sie bis heute innehat. Darüber hinaus ist sie seit 2010 Ortsbürgermeisterin der Nordstadt.
Glosemeyer zog bei der Landtagswahl in Niedersachsen 2013 über die Landesliste ihrer Partei in den Landtag ein. Bei der darauffolgenden Niedersächsischen Landtagswahl 2017 gewann sie mit 43,9 % der Stimmen als Direktkandidatin das Mandat für den Landtagswahlkreis Wolfsburg. Bei der Landtagswahl in Niedersachsen 2022 konnte sie das Direktmandat verteidigen.
Glosemeyer war von 2013 bis 2023 Vorsitzende des SPD-Unterbezirks Wolfsburg. Sie ist darüber hinaus landesweit gut vernetzt durch ihre Mitgliedschaft in diversen Vereinen, wie der GdP, Ver.di, Behindertenbeirat Wolfsburg, AWO, Aids-Hilfe, der Gelben Hand, sowie im Paritätischen Wohlfahrtsverband.

### Landtagsfraktion
Immacolata Glosemeyer war seit 2013 Sprecherin für Jugendpolitik innerhalb des SPD-Fraktion im Niedersächsischen Landtag. Nach ihrer Wiederwahl in den Landtag wurde Glosemeyer zusätzlich Sprecherin für den Bereich Verbraucherschutz.
Mit ihrer Wahl zur stellvertretenden Vorsitzenden der SPD-Landtagsfraktion sowie zur Sprecherin für Bundes- und Europaangelegenheiten und Regionale Entwicklung legte Glosemeyer diese beiden Ämter im Mai 2020 nieder.